# Château de Drummond

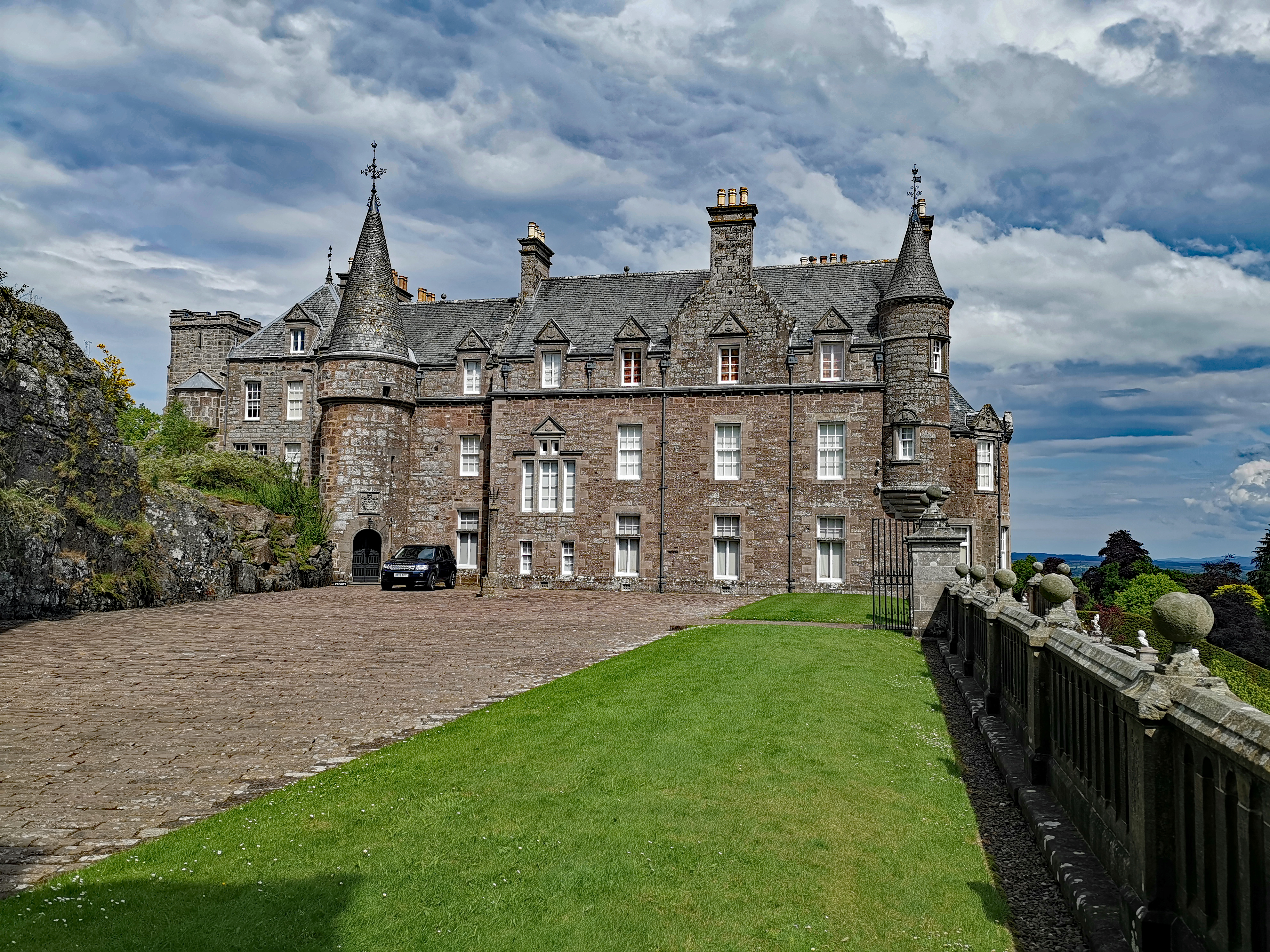
Vue de face du château de Drummond

Le château de Drummond est situé dans le Perthshire, en Écosse. Le château est connu pour ses jardins, décrits par Historic Environment Scotland comme « le meilleur exemple de jardins formels en terrasses en Écosse ». Il est situé dans la paroisse de Muthill, à 4 km au sud de Crieff. Le château comprend une maison-tour construite à la fin du XVe siècle et un manoir du XVIIe siècle, tous deux reconstruits à l'époque victorienne. Les jardins datent des années 1630, bien qu'ils aient également été restructurés au XIXe siècle. Les jardins à la française sont protégés en tant que bâtiment classé de catégorie A et sont inclus dans l'inventaire des jardins et des paysages conçus en Écosse. La maison-tour et le manoir sont tous deux classés en catégorie B.

## Histoire
Les terres de Drummond sont la propriété de la famille Drummond à partir du XIVe siècle, et la maison-tour d'origine est construite sur plusieurs années par John Drummond, 1er Lord Drummond de Cargill, à partir d'environ 1490. En 1605, le 4e Lord Drummond est créé comte de Perth et agrandit le château. John Drummond, 2e comte de Perth, aménage le premier jardin en terrasses autour du château dans les années 1630.
Le château est saccagé par l'armée d'Oliver Cromwell en 1653, pendant les Guerres des Trois Royaumes. James Drummond (4e comte de Perth), est Lord chancelier d'Écosse sous le roi Jacques II. Il commence l'hôtel particulier en 1689, avant d'être emprisonné à la suite de la déposition du roi Jacques par Guillaume d'Orange. Il s'enfuit plus tard à la cour jacobite en exil en France. Les Drummond continuent à soutenir la cause jacobite lors des soulèvements jacobites de 1715 et 1745. La famille conserve le contrôle du domaine jusqu'en 1750, date à laquelle les propriétés Drummond sont déclarées confisquées et saisies par la Couronne. Le domaine est géré par les commissaires aux domaines confisqués jusqu'en 1784, date à laquelle il est vendu au capitaine James Drummond (créé plus tard 1er baron Perth). Il commence un certain nombre d'améliorations qui sont poursuivies par sa fille Sarah et son mari, Peter Drummond-Burrell (22e baron Willoughby de Eresby) (1782–1865). Ceux-ci comprennent les jardins à la française et les terrasses dans les années 1830.
Le château de Drummond passe à Clementina Drummond-Willoughby, 24e baronne Willoughby de Eresby (1809–1888), puis à son fils, le comte d'Ancaster (1830–1910). Les étages supérieurs de la maison-tour sont reconstruits et rehaussés dans un style pseudo-médiéval en 1842-1853. Le manoir est rénové en 1878, selon les plans de George Turnbull Ewing. James Heathcote-Drummond-Willoughby (3e comte d'Ancaster), et sa femme, Nancy Astor (1909-1975; elle est la fille du 2e vicomte Astor et de la vicomtesse Astor), replantent les jardins dans les années 1950. Le château est maintenant le siège de Jane Heathcote-Drummond-Willoughby, 28e baronne Willoughby de Eresby, fille et héritière du 3e comte d'Ancaster. Début 2021, elle est toujours propriétaire du domaine. Le château (non ouvert aux visiteurs) et les jardins sont gérés par le Grimsthorpe and Drummond Castle Trust.

## Description
Le château est situé sur une partie d'une colonne rocheuse proéminente connue sous le nom de Gask Ridge, une caractéristique géographique qui s'étend sur plusieurs kilomètres à travers le Perthshire, mais qui est particulièrement proéminente et escarpée sur le site du château. La maison-tour, ou donjon, n'est plus utilisée comme habitation. Il est attenant à une guérite plus récente, mais mieux conservée (construite entre 1629 et 1630). S'étirant entre la maison-tour et le bord du faîte, il est à l'origine destiné à contrôler l'accès à la cour arrière, qui offre une belle vue sur les jardins à la française. Au sud du château, sur son éperon rocheux, se trouvent les jardins à la française.
Les bâtiments et les jardins du château de Drummond figurent en toile de fond dans le film de 1995 Rob Roy .

## Jardins

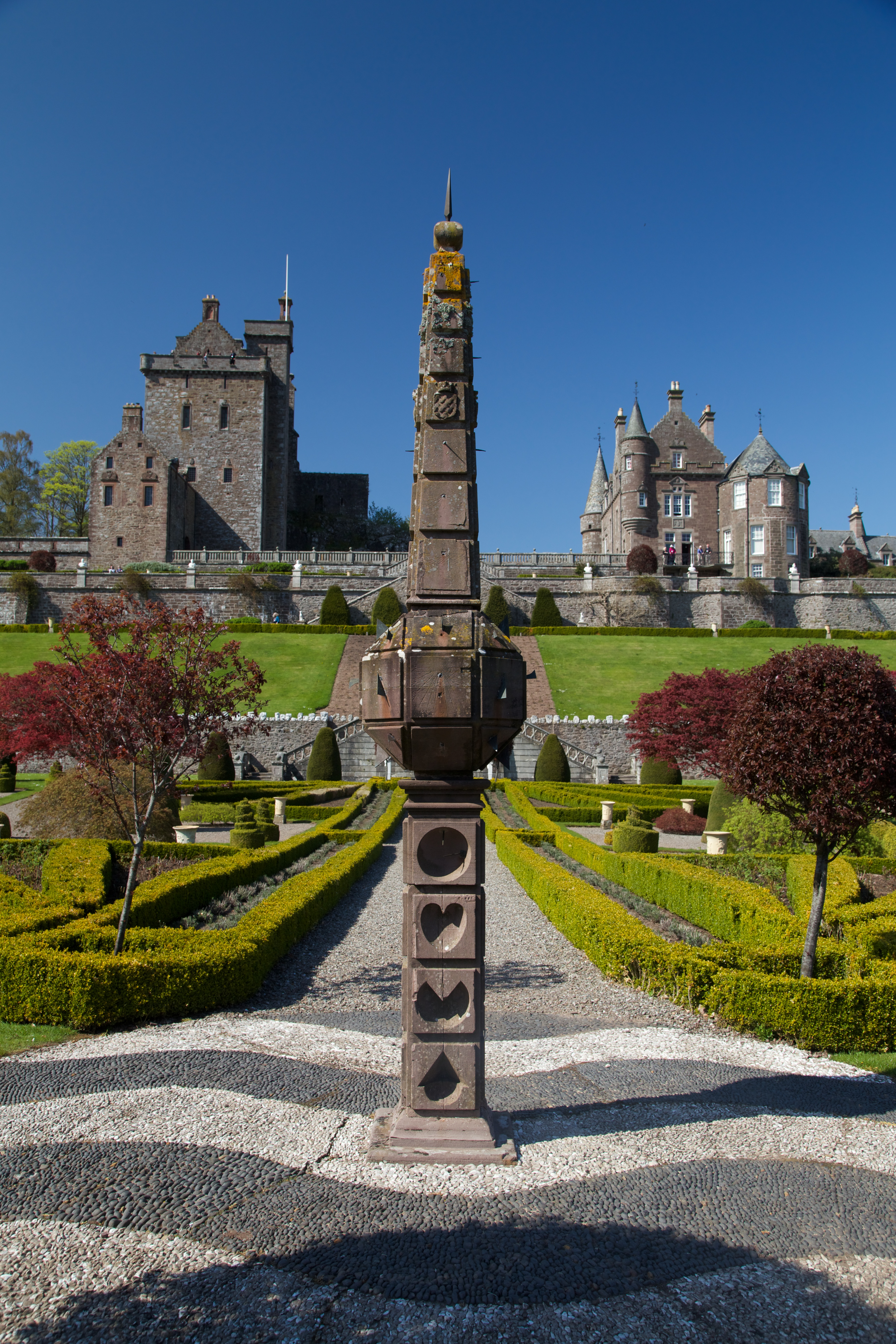
Vue du cadran solaire avec château en arrière-plan.

Les jardins existeraient depuis la fin des années 1400 et une transformation majeure est achevée (des jardins et du château) entre 1630 et 1636. L'aménagement actuel est lancé dans les années 1830, sur la base d'un plan de Lewis Kennedy, après que Clementina Drummond et son mari Peter Robert Willoughby aient hérité du domaine de son père. La reine Victoria et le prince Albert visitent le jardin en 1842.
Englobant à l'origine douze acres, le jardin est réduit après la Seconde Guerre mondiale. Le parterre présente les armoiries de la famille Drummond : « Chardons et poignards sylvestres, et ses allées traversantes créent un sautoir, centré sur un cadran solaire en pierre récemment restauré datant de 1630 ». Dans la série télévisée Outlander, les jardins sont utilisés pour représenter le jardin à la française du château de Versailles tel qu'il aurait pu apparaître à l'époque de Louis XV.